# Olofsred
Olofsred är en bebyggelse öster om länsväg 156 norr om Hyssna och nordost om Härsjön i Hyssna socken i Marks kommun. Från 2015 avgränsar SCB här en småort.